# Alepidea natalensis
Alepidea natalensis là một loài thực vật có hoa trong họ Hoa tán. Loài này được J.M.Wood & M.S.Evans mô tả khoa học đầu tiên năm 1899.